# Institut Català de Paleontologia Miquel Crusafont
L'Institut Català de Paleontologia Miquel Crusafont és una fundació creada el novembre de 2006 i amb la Generalitat de Catalunya i la Universitat Autònoma de Barcelona com a patrons, dedicada a la investigació en paleontologia. Integra dins de la seva estructura l'antic Institut de Paleontologia Miquel Crusafont, fundat l'any 1969 pel sabadellenc Miquel Crusafont i Pairó. És un centre dedicat a la recerca, conservació i difusió de la paleontologia de vertebrats i humana a Catalunya que forma part del programa CERCA. Està ubicat al campus de la Universitat Autònoma de Barcelona, tot i que també té una seu a Sabadell, l'Espai Miquel Crusafont, on es troba el seu museu i l'arxiu de la seva col·lecció. El director actual és David M. Alba. Des de la seva creació el 2006 fins al 2017 va ser dirigit per Salvador Moyà i Solà, el darrer deixeble de Miquel Crusafont i Pairó.

## Història

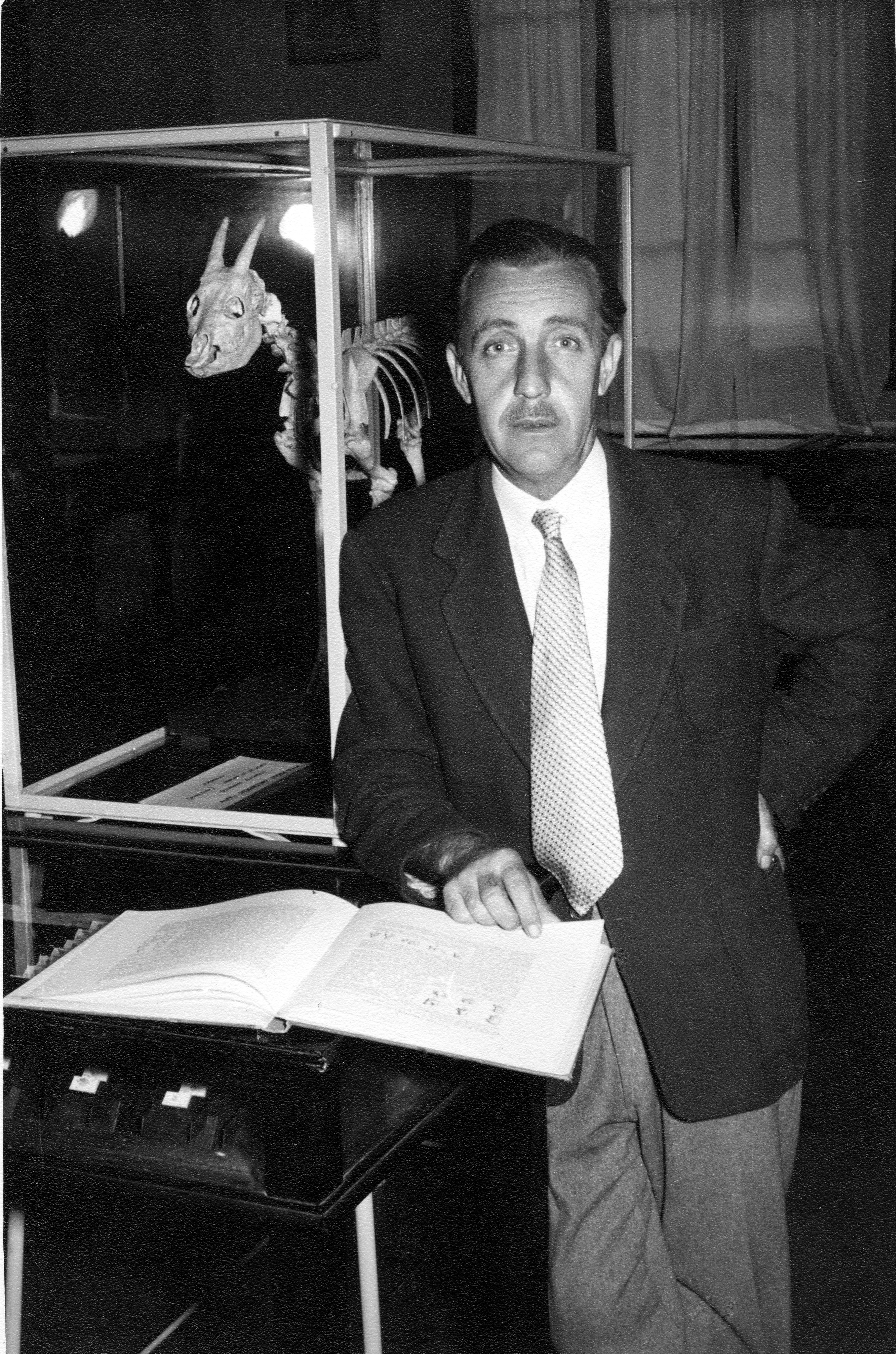
Miquel Crusafont Pairó

El Museu de Sabadell va crear una secció de paleontologia arran dels descobriments de Can Llobateres i de l'intens treball que feien el Grup de Sabadell, format per en Miquel Crusafont i Pairó, Jaume Truyols i altres col·laboradors. Amb el temps, aquest grup de treball va anar adquirint pes en el sector professional, fins que el 1969 la Diputació de Barcelona va donar suport al projecte de Crusafont i es va crear a Sabadell l'Instituto Provincial de Paleontología, entitat precursora de l'actual Institut Català de Paleontologia Miquel Crusafont. En els anys següents, es convertiria en un centre de referència estatal.
Quan Miquel Crusafont i Pairó va morir el 1983, el seu fons personal va ser cedit a l'Institut pels seus fills –Miquel Crusafont i Sabater i Anna Crusafont i Sabater–, juntament amb la seva col·lecció de fòssils, amb la condició que no sortís de la ciutat de Sabadell. Arran d'aquest fet l'Institut va adoptar el nom d'Institut de Paleontologia Miquel Crusafont. Partint del context d'un museu local, amb els anys ha esdevingut un centre d'investigació d'importància internacional.
L'any 2007 la Diputació de Barcelona va traspassar el centre a la Generalitat de Catalunya, tot i que la gestió del centre i de l'Arxiu és l'Institut Català de Paleontologia, fundació privada, de la qual són els seus patrons la Generalitat de Catalunya i la Universitat Autònoma de Barcelona.
Amb el canvi de mans, es va decidir remodelar l'espai expositiu per reformular l'antic discurs museogràfic basat en vitrines, per un de més actual, on es fa viure als visitants una experiència interactiva, simulant ser paleontòlegs. Al mes de juliol de 2009 es va tancar la seu de Sabadell per procedir a realitzar-ne una rehabilitació completa, amb un cost d'uns 2 milions d'euros, cofinançats per la Generalitat de Catalunya i fons europeus (FEDER). El projecte arquitectònic va ser creat per l'arquitecta Isabel Rodón. Les obres es van allargar entre juliol de 2009 i abril de 2010. Es va triplicar l'espai expositiu i es van incorporar noves tecnologies, com dues màquines de tomografia axial computeritzada i una sala de realitat virtual, així com un nou laboratori.
També es va ampliar l'accés a zones abans restringides, com el laboratori i els arxius la de la col·lecció, formada per més de 200.000 registres obtinguts a diferents jaciments, una de les més reserves de vertebrats fòssils més importants en l'àmbit europeu.
Amb la remodelació, la seu a Sabadell es va convertir en l'Espai Miquel Crusafont, un museu interactiu amb voluntat educativa i divulgativa, que organitza activitats i tallers per acostar al públic generalista al món de la paleontologia. La seu es va inaugurar el 28 de setembre de 2010, en un acte fou presidit per José Montilla. La seva coordinadora actual és Teresa Esquirol.

## Seus

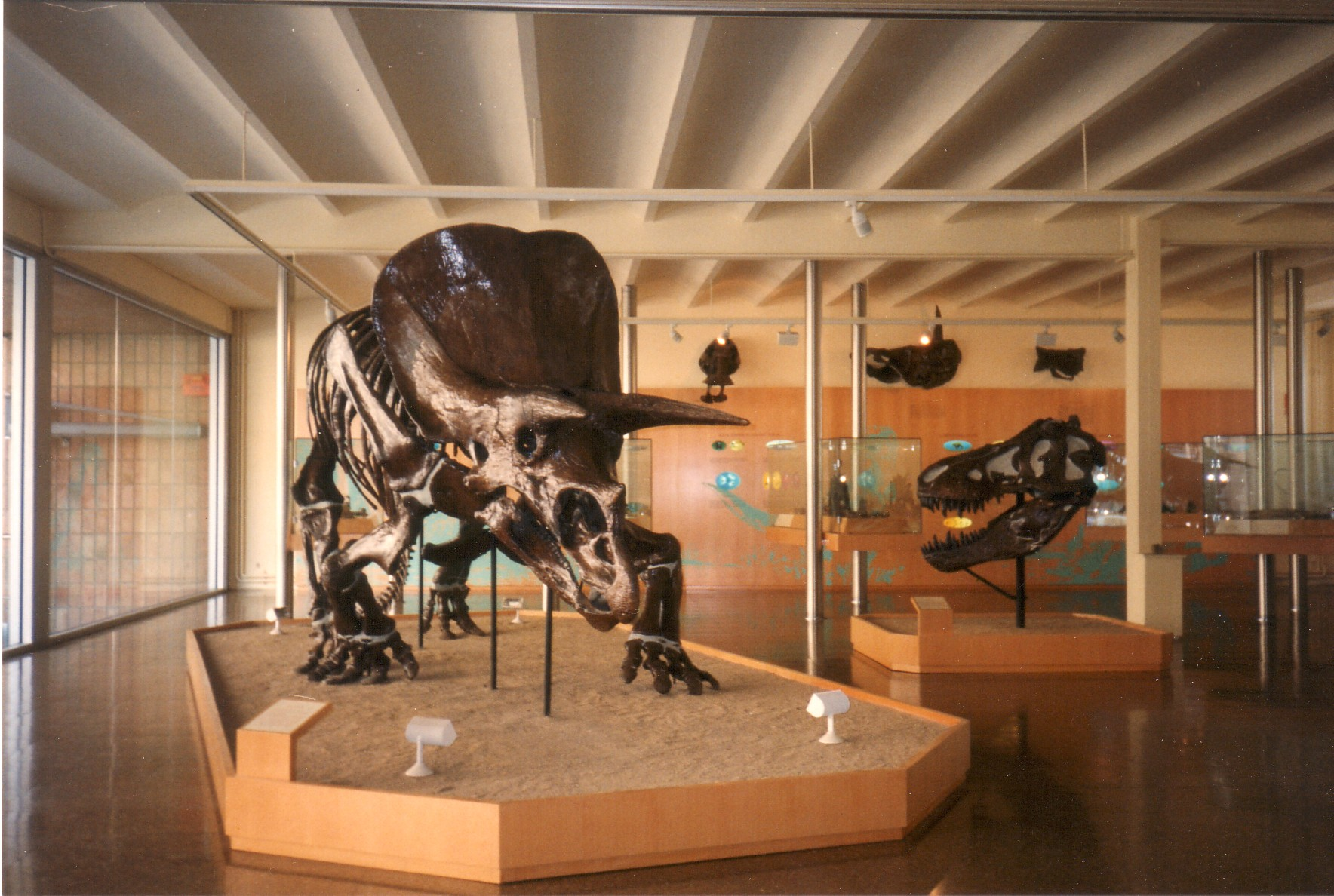
Antiga disposició museogràfica a la seu de Sabadell

L'Institut consta de dues seus diferents, un espai al campus de la Universitat Autònoma de Barcelona i l'Espai Miquel Crusafont a Sabadell:
- Edifici ICTA-ICP: Campus de la Universitat Autònoma de Barcelona. Recerca, preparació i ensenyament universitari.
- Espai Miquel Crusafont: carrer de l'Escola Industrial, 23 - Sabadell. Divulgació i conservació del patrimoni

## Objectius
Segons els seus estatuts, L'ICP té la voluntat d'impulsar i promoure la recerca al més alt nivell internacional, la conservació del patrimoni paleontològic i permetre la transferència de coneixement i d'aplicacions a la societat en general.

## Sistema de treball
Tradicionalment, la institució s'ha basat en doble una ideologia, donant importància tant a la recerca com a l'educació. L'Institut realitza totes aquelles etapes relacionades amb la descoberta d'un fòssil, descobriments, excavacions, conservació, estudi, divulgació i difusió pública.

### Recerca

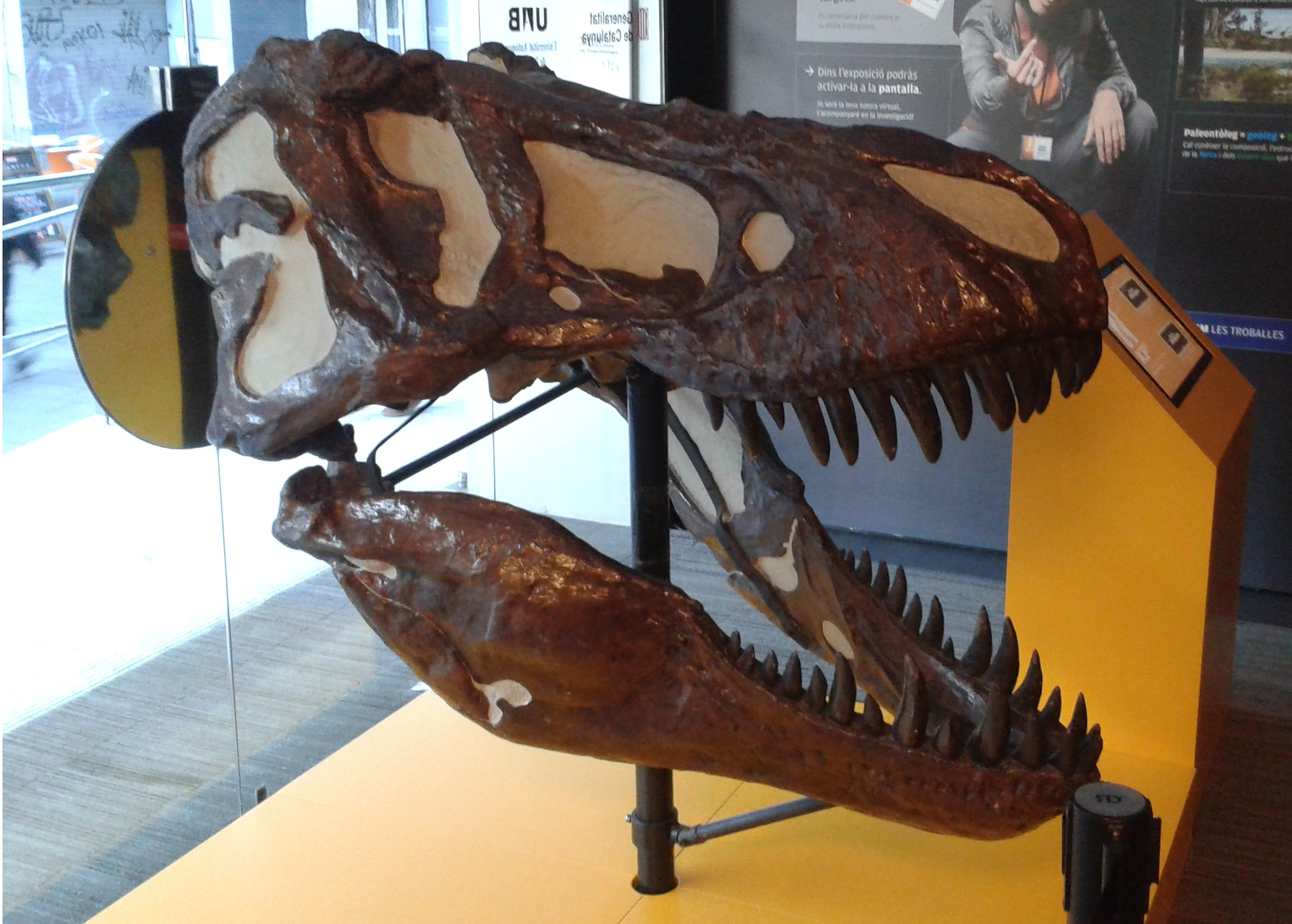
Rèplica de crani de tiranosaure conservat al museu de l'ICP

Quant a la recerca, l'Institut es dedica principalment a l'estudi dels vertebrats prehistòrics, l'evolució dels primats i el desenvolupament geològic i faunístic durant el període Neogen. Els grups de recerca en què s'organitzen els investigadors són:
- Grup de faunes del Neogen i Quaternari
- Grup de Mesozoic
- Grup de Paleobiologia
- Grup de Paleontologia virtual
- Grup de Paleoprimatologia i Paleontologia humana

L'ICP compta en el seu arxiu amb descobriments tan importants com Pierolapithecus catalaunicus, conegut com a Pau i Anoiapithecus brevirostris, també conegut com a Lluc i projectes com l'escanejat làser de petjades fòssils de dinosaures de la península Ibèrica. També té com a centre adscrit el Museu Comarcal de Ciències Naturals de Tremp, al Pallars Jussà.

### Educació
D'altra banda, l'Institut té un paper educatiu per mitjà del museu que posseeix a Sabadell, ciutat d'origen de Crusafont.
Aquest museu té la col·lecció de fòssils més important de tot l'estat espanyol. La major part de fòssils conservats al museu són de mamífers prehistòrics de diferents indrets de la geografia catalana, tot i que també destaca una magnífica rèplica de Triceratops o un crani de Tyrannosaurus. S'ofereixen visites guiades per a grups escolars o la cessió de maletes didàctiques amb material educatiu.
Finalment, l'Institut també ofereix possibilitats de formació, ja que imparteix cursos de postgrau i de doctorat en paleontologia.

## Premis i reconeixements
- 1992 - Premi Narcís Monturiol - Placa Narcís Monturiol